# Ogurja Ada
Ogurja Ada (turkmenisch Ogurjaly adasy, russisch Ogurchinsky, englisch Orgurjaly Island) ist eine zu Turkmenistan gehörige Insel im Kaspischen Meer. Sie ist die größte Insel des Sees und des Landes.

## Name, Geschichte und Besiedelung

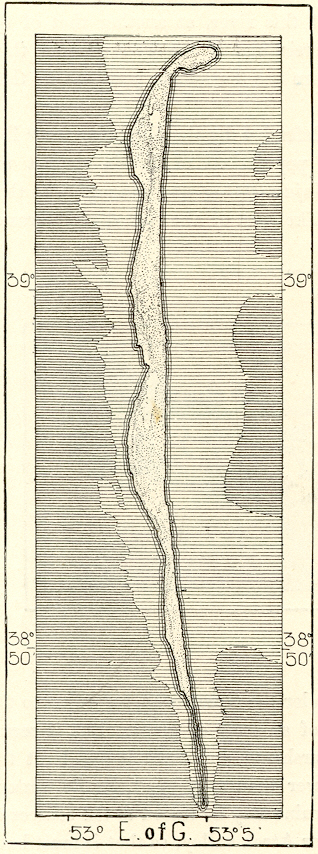
Russische Karte der Insel im 19. Jahrhundert

Der Name geht auf die Nachbarschaft der Ogurch-Stola auf der in nördlicher Richtung gelegenen Halbinsel Tscheleken zurück, die die Form einer gekrümmten Gurke (Ogurdja) hat, namensgebend war also nicht die Form der Insel selbst.
Auf der Insel befand sich Ogurdja, seit 1392 bekannt als Siedlung des spätmittelalterlichen turkischen Stammes Ogurdşale (Ogurjaly, später synonym verwendet für „Rasende Menschen“, „Seeräuber“). Hier siedelten vom 15. bis ins 17. Jahrhundert Piraten. Sie setzten mit Booten zum Festland über und plünderten dort Karawanen persischer Kaufleute und verkauften Salz und gestohlene Waren. Auf der ganzen Insel sind Relikte ihrer Siedlungsgeschichte zu finden.
In der Sowjetzeit war der Aufenthalt auf der Insel stark eingeschränkt. Es gab eine Kolonie für Leprakranke. Einer dauerhaften Besiedelung steht Wassermangel entgegen.

## Geographie
Die langgestreckte, von flachen Sanddünen bedeckte Insel ist etwa 35 km lang und maximal 2,5 km breit. Bei starken Stürmen rollen die Wellen an schmalen Stellen über die Insel und verändern ihre Konturen. Die nördliche Spitze wurde von der Insel getrennt, die südliche Spitze (siehe Karte) fehlt ganz. Die Insel liegt rund 15 km südlich von Tscheleken bzw. 70 km westlich der übrigen Küstenlinie Turkmenistans im Kaspischen Meer. Ogurja Ada gehört zur Region Balkan welaýaty.

## Natur
Auf der von Menschen unbewohnten Insel leben zahlreiche Kolonien der Kaspischen Robbe. Der Russische Naturforscher Grigori Karelin (* 1801) besuchte die Insel 1836 und sprach sich für eine Nutzung als maritimes Naturschutzgebiet aus und als Transportweg für Öl und Salz zum Persischen Ufer. Nach der Unterschutzstellung wurde die vom Aussterben bedrohte Turkmenistan-Kropfgazelle angesiedelt. Ihre Nahrungsgrundlage sind Gras und niedrig wachsende Büsche.